# منتزه لودي بوينت الحكومي
منتزه لودي بوينت الحكومي (المعروف أيضًا باسم متنزه لودي بوينت البحري ) 12 أكر (4.9 ها) ستيت بارك في ولاية نيويورك، الولايات المتحدة. يقع المنتزه في بلدة لودي في مقاطعة سينيكا. يقع المنتزه لودي بوينت الحكومي على الشاطئ الشرقي لبحيرة سينيكا، إحدى بحيرات فينقر.
المنتزه في الأساس نقطة وصول القوارب إلى البحيرة سينيكا، وتقع غرب قرية لودي. توفر الحديقة طاولات نزهة وملعب مع أجنحة ومقطورة للقوارب ومرسى.

## روابط خارجية
- New York State Parks: Lodi Point State Park